# Арвидсъяур
Арвидсъяур (швед. Arvidsjaur [ˈǎrːvɪdsjaʊr], уме-саам. Árviesjávrrie, пите-саам. Árvehávvre) — город в шведской Лапландии. Административный центр одноимённой коммуны, расположенной в лене Норрботтен. Расположен на озере Арвидсъяуршён, через которое протекает река Бюскэльвен.
Население по данным на 2010 год составляло 4635 человек.
Арвидсъяур — центр европейского автомобилестроения. В зимний период здесь проводят испытания все основные концерны.
В городе есть железнодорожная станция и аэропорт.